# ロベルト・アゼベド
ロベルト・カルヴァーリョ・デ・アゼベード（ポルトガル語: Roberto Carvalho de Azevêdo、1957年10月3日 - ）は、ブラジルの外交官、世界貿易機関 (WTO) 事務局長。2013年5月にパスカル・ラミーの後任として世界貿易機関の事務局長に選出され、2013年9月1日に就任した。
2020年5月14日、電話会議を通じて、WTOの事務局長を退任する2期目の4年の任期のちょうど1年前の2020年の8月31日に世界貿易機関の事務局長を辞任すると発表した。
2020年9月1日、ペプシコの副社長兼最高企業行動責任者 (Chief Corporate Affairs Officer、CCAO) に就任した。

## 生涯
アゼベドは、ブラジリア大学電気工学科を卒業し、リオブランコ研究所の国際関係学を履修した。彼は母国語のポルトガル語の他に、英語、フランス語、スペイン語を流暢に話す。
1988年、ワシントンD.C.にて最初の外交官として勤務した。その後、ウルグアイのモンテビデオにあるブラジル大使館に勤務し、1997年にスイスのジュネーヴに駐在するブラジルの常駐代表部に勤務した。
2001年、ブラジル外務省の紛争解決ユニットの責任者に任命され、2005年まで在任した。在任中は、WTOでの多くの紛争案件で主任インテグレターを務め、WTO紛争解決パネルに参加した。
2006年から2008年まで、ブラジル外務省の経済技術担当副大臣、貿易交渉担当者を務めた。
2008年、ジュネーブにある国連の国際機関に対するブラジルの大使兼WTO常任代表に任命された。

## 世界貿易機関の事務局長

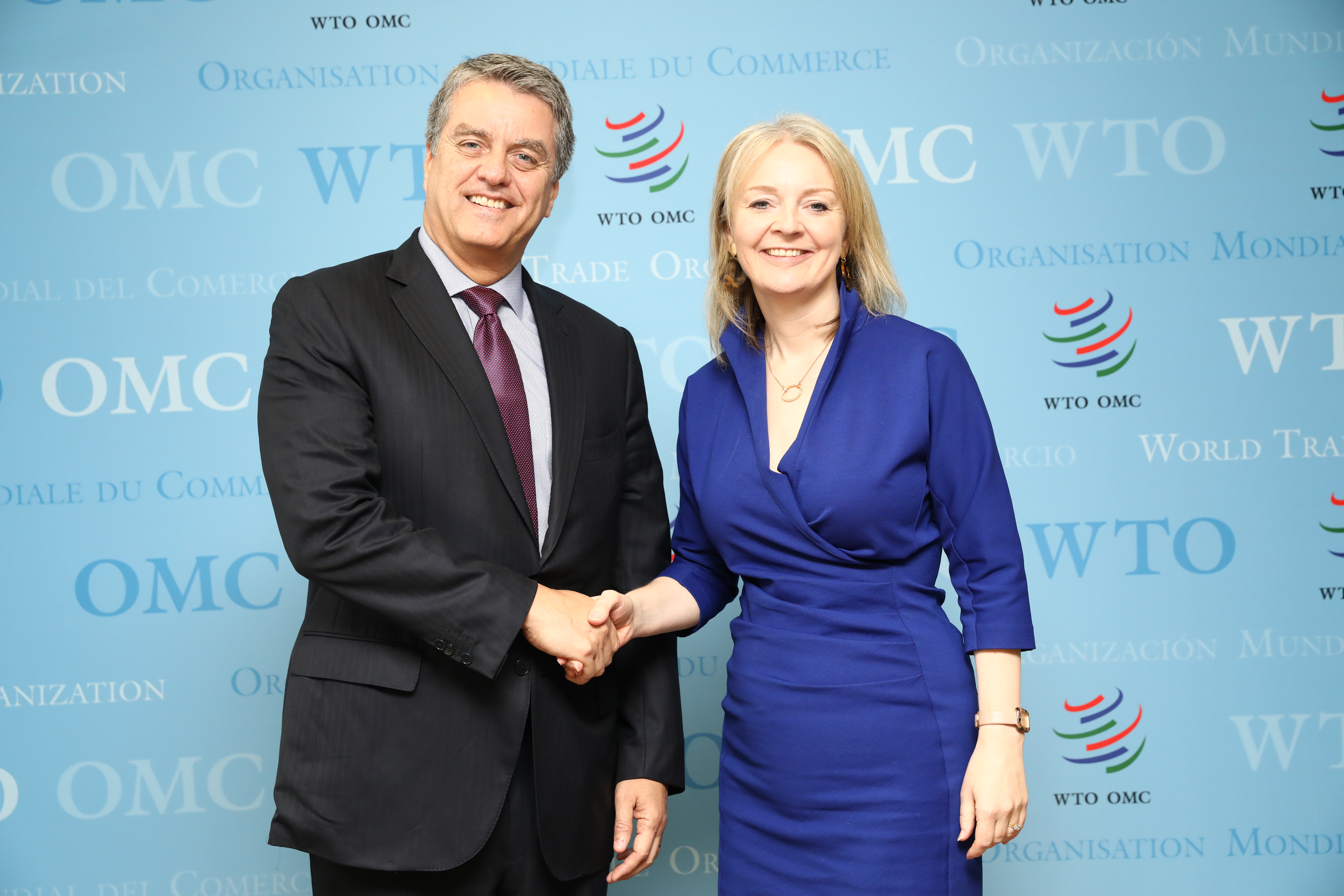
イギリスのリズ・トラス国際貿易大臣と（2019年10月9日）

2013年5月、パスカル・ラミーの後任として2013年9月1日から任期を務めるWTOの事務局長として任命された。9名の候補者が立候補した。ブラジル政府はWTOの公式発表に先んじて、アゼベードが大差で勝利したと発表した。
WTO事務局長選出のための委員会の公式発表は2013年5月8日に公表され、数回の協議でアゼベドが候補であると宣言された。正式な選挙は5月14日の一般理事会で行われた。
WTOは、アゼベドのもと2013年12月にバリ合意に至った。
5月14日のWTO全加盟国によるテレビ会議において、アゼベドは、8月31日に2期目の任期を1年短縮して辞任することを表明した。

## 家族
アゼベドは、マリア・ナザレスファラニ・アゼベド（ブラジル人の外交官）と結婚している。マリアとの間に2人の娘がいる。